# 4015 Wilson-Harrington

4015 Wilson - Harrington vào ngày 19 tháng 11 năm 1949, từ kính viễn vọng Schmidt 48 inch tại Palomar. Hình ảnh được ESO cải tiến để hiển thị phần đuôi.

4015 Wilson - Harrington là một thiên thể nhỏ của Hệ Mặt Trời, được biết đến với cái tên Sao chổi Wilson - Harrington hoặc 107P / Wilson - Harrington, và là một tiểu hành tinh được chỉ định là 4015 Wilson - Harrington. Vật thể gần Trái đất này được coi là cả một tiểu hành tinh Apollo với tên định danh 4015 Wilson - Harrington và một sao chổi định kỳ được gọi là Sao chổi Wilson - Harrington hoặc 107P / Wilson - Harrington. Ban đầu nó được phát hiện vào năm 1949 dưới dạng sao chổi và sau đó bị mất để quan sát thêm. Ba mươi năm sau, nó được tái phát hiện thành một tiểu hành tinh, sau đó phải mất một thập kỷ để xác định rằng những quan sát này là của cùng một vật thể. Do đó, nó có cả tên gọi sao chổi và chỉ định tiểu hành tinh, và với độ dài tên là 17 ký tự, nó hiện là tiểu hành tinh có tên dài nhất, có nhiều ký tự hơn giới hạn 16 ký tự do IAU áp đặt. Sao chổi được phát hiện vào ngày 19 tháng 11 năm 1949 bởi Albert G. Wilson và Robert G. Harrington tại Đài thiên văn Palomar. Chỉ có ba quan sát ảnh thu được và sao chổi bị mất (quan sát không đủ để xác định quỹ đạo đủ chính xác để biết nơi tìm kiếm sự xuất hiện trong tương lai của sao chổi, xem Sao chổi bị thất lạc).